# Der Eisenbahningenieur
Der Eisenbahningenieur ist eine deutschsprachige Fachzeitschrift zu technischen Themen des Eisenbahnwesens.
Die Zeitschrift erscheint mit zwölf Ausgaben pro Jahr. Die Auflage lag Stand 2017 im Jahresdurchschnitt bei 4929 Exemplaren (IVW-Wert). Sie wird in 123 Ländern verbreitet.

## Geschichte
Am 6. April 1884 erschien in Berlin die erste Ausgabe der Wochenzeitschrift für deutsche Bahnmeister (ZDB-ID 243711-9), die als Vorläufer des heutigen Eisenbahningenieurs gilt. Sie trug den Untertitel Organ zur Vertretung der Interessen des Bahnmeisterstandes. Infolge der Gründung eines Gesamtverbandes für Eisenbahningenieure und Bahnmeister im Jahr 1898 wurde der Untertitel in Verkündigungsblatt des Verbandes deutscher Eisenbahn-Bahnmeister geändert. 1922 wurde die Zeitschrift in Wochenzeitschrift für deutsche Bahnmeister und Eisenbahn-Ingenieure umbenannt. Der Untertitel lautete fortan: Zeitschrift für das technische Eisenbahnwesen.
Ab 1925 trug die Zeitschrift den Titel Der Bahnbau – Wochenzeitschrift für den gesamten Oberbau, Hoch- und Tiefbau, des Sicherungs- und Fernmeldewesens (ZDB-ID 554496-8). Später wurde sie auch zum Organ des 1930 gegründeten Bundes der Inspektoren der Reichsbahn e. V. Nachdem 1933 die deutschen Fachverbände des Eisenbahnwesens aufgelöst und gleichgeschaltet worden waren, ging Der Bahnbau zusammen mit weiteren Zeitschriften im Einheits-Fachblatt Der Bahn-Ingenieur – Zeitschrift für Ingenieure im Eisenbahn- und Autobahnwesen auf (ZDB-ID 554497-x). (Zu den weiteren integrierten Titeln zählen Die Eisenbahnwerkstätte, Der Reichsbahn-Ingenieur und die Technische Eisenbahn-Zeitschrift.) Infolge des Zweiten Weltkriegs stellte die Zeitschrift im September 1944 ihr Erscheinen ein.
1948 gründete Rudolf Tetzlaff die Zeitschrift Der Eisenbahnbau (ZDB-ID 240442-4) neu. Die erste Ausgabe erschien im Oktober 1948. Ab Mai 1950 erschien diese Zeitschrift als Vereinszeitschrift des am 10. Dezember 1949 gegründeten Vereins Deutscher Eisenbahningenieure. Seit Juli 1951 trägt die Zeitschrift den heutigen Titel. Ende 1951 ging Der Eisenbahnbau in der neuen Zeitschrift auf. Bis Juni 1953 wurde die Zeitschrift vom Verein Deutscher Eisenbahningenieure herausgegeben, seit Juli 1953 vom Verband Deutscher Eisenbahningenieure.
Zum Jahreswechsel 1990/1991 gingen die im Transpress-Verlag erschienenen Fachzeitschriften der Deutschen Reichsbahn – Signal und Schiene, Eisenbahnpraxis sowie Schienenfahrzeuge – im Eisenbahningenieur auf. Mehr als 1.000 Abonnenten dieser Zeitschriften erhielten ab Januar 1991 den Eisenbahningenieur. Auch die Zeitschriften Eisenbahntechnik, Der Eisenbahnbau und Der Bahn-Ingenieur gingen in den Eisenbahningenieur über.
Ergänzend zur Zeitschrift erschien ab 1988 jährlich in Buchform der Eisenbahn-Ingenieur-Kalender (ISSN 0934-5930), seit 2017 erscheint das Eisenbahn Ingenieur Kompendium in Buchform (ISSN 2511-9982).